# François Clement de Jonge
François Clement de Jonge (Zierikzee, 1 januari 1766 - Middelburg, 31 december 1834) was een Zeeuws bestuurder en politicus.
De Jonge was een zoon van Marinus Jan de Jonge en Digna Cornelia Keetlaer. Hij studeerde rechten aan de Hogeschool van Leiden en promoveerde er in 1788. Vervolgens was hij pensionaris en secretaris van zijn geboorteplaats Zierikzee en nam hij namens Zierikzee plaats in de Staten van Zeeland (tot 1795). In 1791 trouwde De Jonge met Dana Magdalena van Visvliet, met wie hij 10 kinderen zou krijgen.
In 1813 was De Jonge, na de aftocht van het Franse leger, Commissaris-Generaal van Zeeland voor de Prins van Oranje, en in 1814 nam hij plaats in de Staten-Generaal der Verenigde Nederlanden. In 1815 maakte hij deel uit van de Commissie van eenentwintig die een concept-grondwet moest schrijven, en vervolgens was hij negen jaar lid van de Tweede Kamer der Staten-Generaal en vanaf 1826 acht jaar van de Eerste Kamer. In 1833 werd hij ook nog lid van een staatscommissie die de fouten in kadastrale werkzaamheden moest onderzoeken.
In 1821 werd De Jonge verheven in de adelstand en verkreeg hij het predicaat jonkheer.